# (3397) Лейла
(3397) Лейла (лат. Leyla) — астероид, относящийся к группе астероидов пересекающих орбиту Марса. Он был открыт 8 декабря 1964 года американскими астрономами R. Burnham и Н. Томасом в обсерватории Флагстафф и назван в честь Nancy Leyla Lohmiller, волонтёра Центра малых планет и дочери администратора ЦМП Muazzez Kumrucu Lohmiller ((3396) Муаззез).

Орбита астероида Лейла и его положение в Солнечной системе